# Daniel Jobim
Daniel Jobim (Rio de Janeiro, 23 de fevereiro de 1973) é um cantor, compositor e pianista brasileiro.
Filho do violonista Paulo Jobim e neto de Tom Jobim. Já gravou e se apresentou ao lado de artistas como Dorival Caymmi, João Gilberto, Caetano Veloso, Tom Jobim, Carole Bayer Sager, Donald Fagen, Chico Buarque, Gal Costa, Michael Sembello, Roberto Carlos, Gilberto Gil, Milton Nascimento, Stevie Wonder e Sting, dentre outros. Atuou ao lado do pai no Quarteto Jobim Morelenbaum, grupo instrumental e vocal de formação camerística, integrado também por Jaques Morelenbaum (violoncelo) e Paula Morelenbaum (voz). O repertório baseava-se na obra do avô, com arranjos fiéis aos do compositor, perpetuando seu estilo.
Em 1995 foi vencedor do prêmio Grammy, como produtor do disco "Antônio Brasileiro" de Antônio Carlos Jobim na categoria Best Latin Jazz Performance. Ainda em 1995 formou o grupo The Bridge com Vinnie Colaiuta, Michael Sembello, Paulinho da Costa, Nate Watts, Toshi Kubota e Dudu Falcão. Em 1997 a banda lançou no Japão e nos EUA o álbum homônimo, The Bridge.
No final dos anos 1990, criou o Jobim Trio com Paulo Jobim e o baterista Paulo Braga. Homenageando os 50 anos da bossa nova, o grupo lançou, em 2008, em parceria com Milton Nascimento, CD “Novas bossas”, primeiro lançamento do selo Nascimento Music, do compositor mineiro. No repertório, clássicos como “Chega de Saudade”, além músicas do Clube da Esquina e uma composição inédita de Daniel Jobim, “Dias azuis”. Ao lado de Milton seguiram turnê internacional pelo continente europeu e norte americano. Apresentando-se no legendário Festival de Jazz de Montreux.
Participou do disco Falando de Amor – Famílias Caymmi e Jobim Cantam Antônio Carlos Jobim, que contou com a presença de Nana Caymmi, Dori Caymmi, Danilo Caymmi e seu pai, Paulo.
Em 2014, seguiu turnê internacional com o show A twist of Jobim. Projeto que teve participação de grandes nomes da música, como Lee Ritenour, Dave Grusin e Lisa Ono. Na abertura das Olimpíadas Rio 2016, Giselle Bündchen cruzou o Maracanã enquanto Daniel Jobim interpretava, ao piano, “Garota de Ipanema”. Num dos momentos mais emocionantes e memoráveis do evento. Recentemente, em 2017, Daniel participou do álbum do guitarrista norte-americano, John Pizzarelli, intitulado SINATRA & JOBIM @ 50, que celebra os 50 anos do disco Francis Albert Sinatra & Antonio Carlos Jobim. A parceria deu origem a turnê internacional, que segue em 2018.

## Trilhas de novelas
- 2005: "Bonita Demais", Belíssima (Rede Globo)
- 2006: "Wave" com Maria Luiza Jobim, Páginas da Vida (Rede Globo)
- 2011: "Garota de Ipanema" com Xuxa, Aquele Beijo (Rede Globo)